# Cromosoma 9
Con il nome di cromosoma 9 si indica, per convenzione, il nono cromosoma autosomico umano in ordine di grandezza (calcolando anche il cromosoma X, risulta essere il decimo). Gli individui presentano solitamente due copie del cromosoma 9, come di ogni autosoma. Il cromosoma 9 possiede oltre 140 milioni di nucleotidi. I due cromosomi 9 rappresentano tra 4 e il 4,5% del DNA totale nella cellula.
Il cromosoma 9 contiene di certo oltre 1000 geni, ma si ritiene possa contenerne fino a 1200.
Il numero di polimorfismi a singolo nucleotide (SNP)  individuati è di oltre 550.000.

## Geni
I seguenti geni sono alcuni di quelli localizzati sul cromosoma 9:
- ABO: glicosiltransferasi del gruppo sanguigno ABO (transferasi A, α 1-3-N-acetilgalactosamminiltransferasi; transferasi B, α 1-3-galactosiltransferasi)
- ADAMTS13: motivo 13 ADAM metallopeptidasi con trombospondina tipo 1;
- ALAD: amminolevulinato, delta-, deidratasi;
- SETX o ALS4: gene correlato alla sclerosi laterale amiotrofica 4;
- 1 ASS 1: argininosuccinato sintetasi;
- CCL21 o SCYA21: ligando 21 di chemochina (motivo C-C);
- CCL27 o SCYA27: ligando 27 di chemochina (motivo C-C);
- COL5A1: collagene, tipo V, alfa 1;
- EHMT1: Euchromatic istone-lisina N-metiltransferasi 1;
- ENG: endoglina (legata alla sindrome si Osler-Rendu-Weber 1);
- FXN: frataxina;
- GALT: galattosio-1-fosfato uridiltransferasi;
- GRHPR: gliossilato reduttasi/idrossipiruvato reduttasi;
- IKBKAP: inibitore dell'enhancer del gene del polipeptide leggero kappa nelle cellule B;
- TMC1: proteina transmembrana channel-like 1;
- TSC1: gene correlato alla sclerosi tuberosa.

## Malattie
Le seguenti malattie presentano una qualche correlazione con i geni del cromosoma 9:
- atassia di Friedreich;
- citrullinemia;
- disautonomia familiare;
- galattosemia;
- iperossaluria primaria;
- porfiria;
- porfiria da deficienza di ALAD;
- sclerosi laterale amiotrofica (ALS);
- sclerosi tuberosa (angiomiolipoma renale nei 30% dei casi);
- sindrome di Ehlers-Danlos;
- sindrome di Gorlin;
- osteo-onicodisplasia ereditaria o sindrome nail-patella (NPS);
- sordità non sindromica;
- telangiectasia emorragica ereditaria;
- Sindrome di Kleefstra.